# Андреа Пірло
Андре́а Пі́рло (італ. Andrea Pirlo, нар. 19 травня 1979, Брешія, Італія) — італійський футболіст, один із найкращих італійських півзахисників 2000-х років. По завершенні ігрової кар'єри — футбольний тренер.
Бронзовий призер олімпійських ігор 2004, чемпіон світу 2006 року, віце-чемпіон Європи 2012. Пірло належить рекорд Серії А за кількістю голів, забитих зі штрафних — 28.
З «Міланом» двічі виграв Лігу чемпіонів (2003 і 2007), два Суперкубки УЕФА (2003 і 2007), два титули Серії А (2004 і 2011), Клубний чемпіон світу ФІФА (2007), Суперкубок Італії 2004 і Кубок Італії (2003). Після приєднання до Ювентуса в 2011 році, він додав ще чотири титули чемпіона Серії А (2012, 2013, 2014, 2015), а також два Суперкубки Італії (2012 і 2013), і Кубок Італії (2015).
Андреа Пірло є четвертим в історії збірної Італії за кількістю зіграних матчів (116 матчів). Він грав за італійські молодіжні команди U-15,  U-18, U-21, був капітаном і ведучим гравцем в перемозі Італії на ЧЄ-2000 до 21 року з футболу, став Найкращим гравцем і найкращим бомбардиром турніру. Він почав грати за основну збірну під час відбіркового турніру на ЧС-2002 і був капітаном збірної, коли вони здобули бронзову медаль на Олімпійських Іграх 2004 року. Пізніше, він відіграв важливу роль у перемозі збірної Італії на Чемпіонаті Світу 2006 року. Він був названий гравцем матчу тричі, у тому числі у фіналі, більше, ніж будь-який інший гравець на турнірі, і в кінцевому підсумку виграв бронзовий м'яч (третій найкращий гравець турніру), також увійшов до складу символічної збірної турніру. Андреа також був обраний до символічної збірної УЄФА Євро-2012, після того, як віртуозно відіграв всі 6 матчів за «скуадру адзурру», вигравши тричі звання Гравець матчу (Італія — ХорватІя, італія — Англія, Італія — Німеччина), більше за будь-кого з гравців на турнірі, разом з Андресом Іньєстою. В матчі проти Іспанії, який закінчився з рахунком 1-1, Андреа зробив гольову передачу (м'яч в ворота суперника відправив нападник Антоніо Ді Натале). 14 червня Пірло забив чудовий гол зі штрафного в ворота збірної Хорватії (матч закінчився з рахунком 1-1). 24 червня в чвертьфінальній грі з збірною Англії, після завершення основного і додаткового часу, Пірло забив один з чотирьох пенальті, виконавши «Удар у стилі Паненки» і переграв Харта. Серія пенальті закінчилась з рахунком 4-2 на користь Італії. В фіналі, в якому Андреа Пірло участі не брав, збірна Італії отримала срібні нагороди, поступившись збірній Іспанії 0:4.
Андреа Пірло також представляв збірну Італії на чемпіонаті Європи 2004 і 2008, Чемпіонатах Світу 2010 і 2014 року, і в 2009 та 2013 на Кубку Конфедерацій, посівши третє місце в Бразилії у 2013 році, де він був обраний до складу збірної турніру.
У 2012, 2013, і 2014, Пірло був обраний (в Серії А) Футболістом року, а також увійшов в символічну збірну року Серії А. У складі Ювентусу попав у склад символічної збірної Ліги Чемпіонів УЄФА сезону 2014/2015 рр.
У 2015 році France Football поставив його в рейтинг як одного з 10-ти найкращих футболістів у світі, старших за 36 років.

## Клубна кар'єра

### Перші роки. «Брешія»
Пірло народився в невеликій комуні Флеро в провінції Брешія, що в Ломбардії. Його батько — Луїджі Пірло — починав, як простий слюсар-бляхар, однак проявив себе неабияким підприємцем і з часом став господарем двох майстерень, що дозволило його дружині Лівії присвятити себе вихованню двох синів — Івана і Андреа.
Незважаючи на свою холоднокровність і скромність, Андреа з дитинства знав собі ціну, що підтверджує і його перший тренер Роберто Клерічі, що поїхав з командою юніорів з Брешії на юнацький турнір в Північній Італії. Вже тоді, в 1992 році 13-річний худорлявий капітан команди на прізвище Пірло виділявся серед своїх однолітків.
Талант сина помічали не тільки тренера, а й батьки, які були досить далекі від футболу — родині Пірло в спадок дістався виноробний бізнес. Тим не менш, високий достаток сім'ї ніскільки не вплинув на прагнення Андреа стати професіоналом, тим більше що Луїджі і Лідія Пірло завжди підтримували сина в його виборі.
Гра підростаючої майбутньої зірки за юніорів з Флеро — невеликому селі в південній Ломбардії, не залишила байдужими скаутів головного місцевого футбольного клубу — «Брешії», які без коливань запропонували 14-річному Пірло поповнити ряди юнацької команди «бьянкоадзуррі».
Вже в цей період тодішній наставник юніорів «Аталанти» і майбутній алленаторе Скуадри Адзурри Чезаре Пранделлі був убитий Пірло наповал.
|  | Він позбавив мене дару мови. Я ніколи раніше не бачив подібного. У мене було абсолютно чітке відчуття того, що всі дивилися тільки на нього, думаючи про себе про те ж, про що думав тоді і я. «Ось же він. Новий талант . |

Зі слів Пірло його власні одноклубники відмовлялися давати йому пас, а їхні батьки кричали з трибун щось на зразок: «Цей хлопець уявив себе Марадоною?»
Втім, незважаючи на нерозуміння з одноклубниками їх батьками, Пірло цілком міг розраховувати на підтримку досить впливового вже на той момент людини, яка була без розуму від його таланту — тренера першої команди «Брешії» Мірча Луческу. У команді мали відбутись великі зміни, а румунський наставник якраз займався «очищенням» складу від «тих, кому за 30», тому для юного Андреа, який вже близько року тренувався з «основою» і активно брав участь у «товарняках» було складно придумати кращого шансу для того, щоб заявити про себе.
Дебют Пірло трапився в 1995. "Він був дуже спокійний, хоч і грав на незвичній для себе позиції: атакуючого півзахисника. Він був дуже замкнутий, але в кожній його дії було видно професіоналізм — приклад для багатьох. Я хотів би, щоб побільше гравців були схожі на нього не тільки в технічному відношенні, але і в людських якостях ". — Розповідає тодішній асистент  Луческу в «Брешії» Адель Моро.
Завершивши сезон і вигравши Серію B в сезоні 1996/97, для «Брешії» стало метою номер 1 утримати 17-річного Пірло в своїх рядах як можна довше, хоча для клубу з досить-таки середнім бюджетом це виявилося непосильним завданням. З першого сезону «бьянкоадзуррі» закріпитися в еліті так і не зуміли і через рік повернулися у другий дивізіон, в той час як головний лідер «Брешії», якого вже на той момент без перебільшення хотіли бачити у своєму складі абсолютно всі футбольні клуби Італії перебрався до Мілана, поставивши підпис під особистим контрактом з  міланським «Інтернаціонале», який виграв запеклу боротьбу за трансфер молодого дарування.

### «Інтер»
1998 року уклав контракт з  міланським «Інтернаціонале».З ходу закріпиться у складі «нерадзуррі» Пірло так і не вдалося і далеко не останню роль у цьому зіграв фактор частої зміни тренерів, яких протягом сезону-1998/1999 біля керма «Інтера» було четверо: великий любитель експериментувати Массімо Моратті давав шанси наставнику Пірло в «Брешії» Луческу, Джіджі Сімоні, Лучано Кастелліні і Рою Ходжсону, але якщо перші дозволяли Андреа грати регулярно, то від останньої парочки наставників молодий новобранець такої довіри так і не здобув.
Прийшовши вже в новому сезоні Марчелло Ліппі, якому в майбутньому судилося стати алленаторе «Скуадри Адзурри» і зустрітися з Андреа знову, без коливань відправив Пірло набиратися ігрової практики в «Реджину» — команду, у складі якої Маестро остаточно адаптувався в елітному дивізіоні Італії.
До «Інтернаціонале» Пірло повернувся після абсолютного тріумфу на молодіжному Євро-2000, в якому він став найкращим гравцем і найкращим бомбардиром і асистентом турніру, попутно удостоївшись молодіжного «Золотого м'яча» і «Золотої бутси».
Цього разу Марчелло Ліппі був абсолютно переконаний у його майстерності, але зазнавши фіаско у кваліфікації Ліги чемпіонів від шведського «Хельсингборга», алленаторе був відправлений у відставку, а замість нього на пост головного тренера був призначений Марко Тарделлі — наставник, під керівництвом якого Пірло напередодні виграв євро U-21. Втім, цей фактор аж ніяк не допоміг Маестро «вибити» собі комфортне місце у складі: протягом наступних шести місяців Тарделлі випустив Андреа на полі всього чотири рази.
|  | Можливо, Тарделлі не впізнав мене. - Я збився з рахунку, скільки разів хотів закричати на нього. Але будучи вихованим і цивілізованою людиною, я вчасно себе зупиняв. Коли я зустрічаю Ліппі, то постійно думаю, що, якби він залишився на чолі «Інтера», я, можливо, став би легендою цього клубу. |

 — Пірло
Не змігши пробитися до основного складу команди, він на умовах оренди пограв за свою рідну «Брешію», а перед початком сезону 2001-02 перейшов з «Інтера» до суперника команди по міланському дербі — «Мілана».

### «Мілан»
Не знайшовши спільної мови з новим тренером команди, за суму в 10 мільйонів доларів США переходить до «Мілана», де розкривається повністю, стаючи незамінним гравцем основного складу.
Саме у складі «россонері» провів найкращі роки своєї ігрової кар'єри. Швидко завоювавши постійне місце в основному складі свого нового клубу, Пірло поступово став ключовою фігурою у півзахисті «Мілана».
У «Мілані» Пірло спершу працював під керівництвом Фатіха Теріма, а в кінці року на зміну турецькому наставника прийшов Карло Анчелотті, якого Андреа згодом назвав своїм другим батьком.
Тодішній наставник команди Карло Анчелотті перевів гравця зі звичної для нього позиції атакувального півзахисника на позицію опорника, на якій Пірло склав пару Дженнаро Гаттузо. Однак якщо Гаттузо був орієнтований насамперед на руйнування атак суперників, до завдань Пірло також входило розпочинати атаки власної команди, переводячі м'яч у лінію нападу. Мало хто знає, але Пірло настільки любив і поважав свого футбольного вчителя, що в 2009 навіть готовий був перейти слідом за ним в Челсі, але через занадто високої запитаної суми відступних «Мілана» угода зірвалася.
За роки, проведені у «Мілані», виборов титул володаря Кубка Італії, ставав дворазовим чемпіоном Італії, володарем Суперкубка Італії з футболу, переможцем Ліги чемпіонів УЄФА (двічі), володарем Суперкубка УЄФА (також двічі), Клубним чемпіоном світу.Зі своїм байдужим обличчям в стилі «Pirlo is not impressed» знаменитий італієць забив 32 голи за «Мілан», 10 з яких він майстерно реалізував зі штрафних.
|  | Він тихий лідер. «Рідко, коли Пірло вирішить щось сказати, всі в роздягальні затикають роти і слухають його. Він користується непохитним повагою у всіх оточуючих його людей. |

 — говорить про нього колишній наставник збірної Італії Чезаре Пранделлі.

### «Ювентус»

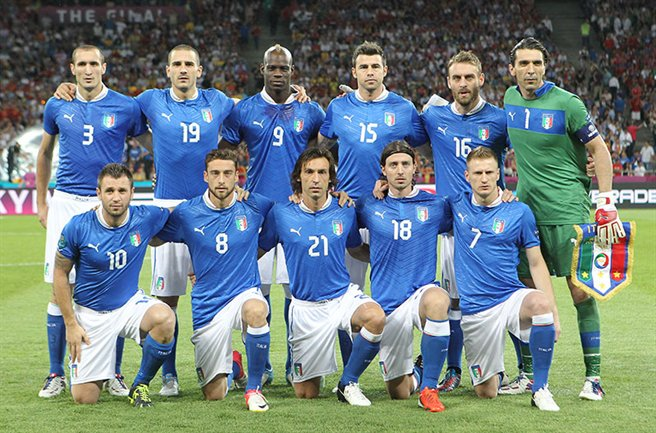
Андреа Пірло (по центру) у Києві перед фіналом Євро 2012

До складу клубу «Ювентус» приєднався 2011 року. З першого матчу він узяв нитки гри Ювентуса в свої руки і більше їх не відпускав. Після декількох експериментів Антоніо Конте зупинився на трикутнику в центрі півзахисту, де Пірло розташувався на своїй улюбленій позиції попереду лінії оборони, а Клаудіо Маркізіо і Артуро Відаль — ближче до флангів. Такі сильні й різнобічні партнери допомагали Пірло творити. Рідкісна атака Ювентуса могла обійтися без участі Андреа. Як метроном, він задавав ритм гри, як архітектор, будував атаки, як диригент, керував діями своїх партнерів.
Не приховував своїх емоцій від переходу Пірло в стан «бьянконері» його старий приятель Джіджі Буффон. «Коли Андреа сказав мені, що переходить в» Юве "я подумав: " Відмінно! ". Потім, коли я побачив його в грі, я подумав про себе: «Він бог! Це угода сторіччя.»
У 35 матчах Серії А плеймейкер Старої Синьйори забив три м'ячі і віддав 13 гольових передач. Якби його партнери були обережніші в завершальній стадії атак, ця цифра могла бути ще більш значною, адже Пірло створив для своєї команди більше ста гольових можливостей. Андреа зробив 2643 передачі — на півтисячі більше, ніж найближчий переслідувач в Серії А. У Європі за цим показником півзахисника Юве випередив лише Хаві. Відсоток точності передач — 86,8 %, незважаючи на те, що багато передач Пірло були загострюючими, а значить, складними і ризикованими.
Вигравши в 2012 році з «Ювентусом» скудетто, став третім (після Роберто Баджо і Златана Ібрагімовича) футболістом, вигравав цей титул два роки поспіль з різними командами.
26 квітня 2015, Пірло забив гол зі штрафного у матчі з «Торіно», це був його 28 гол в Серії А зі штрафного, який допоміг йому обійти Синишу Михайловича, як гравця з найбільшою кількістю голів з вільних ударів за всю історію Серії А.
Поряд з «Старою синьйорою» він виграв чотири титули чемпіона Італії — 2012, 2013, 2014 і 2015, Кубок Італії в 2015 році (перший за 20 років у Ювентуса), а також двічі Суперкубок Італії в 2012 і 2013 році.
Крім того, з Ювентусом він досяг фіналу Ліги чемпіонів в 2015 році, який проходив на Олімпійському стадіоні в Берліні (на тому ж стадіоні італійці виграли Кубок світу в 2006 році по пенальті проти Франції, де грав Пірло). Для Андреа це був четвертий фінал Ліги чемпіонів у своїй кар'єрі (дві перемоги — 2003, 2007 і дві поразки — 2005, 2015). Перед матчем заявив, що після зустрічі з Барселоною він йде з Ювентуса.
6 липня 2015 Андреа Пірло перейшов до клубу MLS «Нью-Йорк Сіті».

### «Нью-Йорк Сіті»
6 липня 2015 офіційно підтвердилось, що Андреа Пірло підписав контракт з клубом, який грає в американській лізі MLS — «Нью-Йорк Сіті». В команді з Нью-Йорка, Пірло дебютував 26 липня проти Орландо Сіті на стадіоні Янкі.

## Виступи за збірні
1994 року дебютував у складі юнацької збірної Італії (U-15). За юнацькі збірні країни різних вікових категорій загалом відіграв у 31 іграх, відзначившись 9 забитими голами.
Протягом 1998—2002 років залучався до складу молодіжної збірної Італії. На молодіжному рівні зіграв у 46 офіційних матчах, забив 16 голів.
2002 року дебютував в офіційних матчах у складі національної збірної Італії. Наразі провів у формі головної команди країни 79 матчів, забивши 9 голів.
У складі збірної був учасником чемпіонату Європи 2004 року у Португалії, чемпіонату світу 2006 року у Німеччині, здобувши того року титул чемпіона світу, чемпіонату Європи 2008 року в Австрії та Швейцарії, чемпіонату світу 2010 року у ПАР.
"9 липня 2006 після обіду я поспав, потім пограв в PlayStation. А ввечері виграв Чемпіонат світу ", — Андреа Пірло.
На Євро-2008 зіграв всі матчі  збірної Італії, крім вирішального — чвертьфінального проти  збірної Іспанії. У попередньому матчі проти  збірної Франції отримав свою другу жовту картку в турнірі, як і Дженнаро Гаттузо.
На Євро-2012
Збірна Італії дійшла до фіналу, проте втомлені італійці посипалися, і Пірло не міг їм допомогти. 0:4 — найбільша поразка у фінальному матчі в історії чемпіонатів світу та Європи, проте соромитися Чезаре Пранделлі та його підлеглим було нічого. Їх не вважали фаворитами до початку Євро і зовсім не розглядали Італію всерйоз, від команди чекали нудної і невиразної гри.

## Тренерська кар'єра
30 липня 2020 року Андреа Пірло очилив першу команду в своїй тренерській кар'єрі, молодіжну команду «Ювентуса» — «Ювентус Некст Джен».
А вже за десять днів, 8 серпня 2020, після звільнення Мауріціо Саррі, був призначений очільником тренерського штабу основної команди «Ювентуса».
Андреа Пірло став головним тренером команди «Фатіх Карагюмрюк». Про це повідомила пресс-служба турецького клубу у твиттері.

## Особисте життя
Першу свою любов Пірло зустрів у 18 років в Брешії. Однак розвитку роману двох молодих сердець завадив від'їзд в «Інтер». Батько Дебори не відпустив дочку у велике місто з усіма його спокусами, і молоді могли бачитися лише при нечастих візитах Андреа в рідні краї.
Однак у любові перепон немає, і в 2001 році утворилася сім'я Пірло, поповненням якої спочатку став син Нікколо, а потім і донька Анджела.
Але в 2014 році пара розлучилася. Андреа почав зустрічатися з Валентиною Бальдіні, агенткою з продажу нерухомості. 7 липня 2017 року Андреа Пірло знову став батьком: у Валентини народилися хлопчики-двійнята Леонардо і Томмазо.

## Статистика виступів

### Статистика клубних виступів
| Сезон                     | Команда                   | Чемпіонат                 | Чемпіонат | Чемпіонат | Національний кубок | Національний кубок | Національний кубок | Континентальні кубки | Континентальні кубки | Континентальні кубки | Інші змагання | Інші змагання | Інші змагання | Усього | Усього |
| Сезон                     | Команда                   | Ліга                      | Ігор      | Голів     | Ліга               | Ігор               | Голів              | Ліга                 | Ігор                 | Голів                | Ліга          | Ігор          | Голів         | Ігор   | Голів  |
| ------------------------- | ------------------------- | ------------------------- | --------- | --------- | ------------------ | ------------------ | ------------------ | -------------------- | -------------------- | -------------------- | ------------- | ------------- | ------------- | ------ | ------ |
| 1994-95                   | «Брешія»                  | A                         | 1         | 0         | КІ                 | 0                  | 0                  | —                    | —                    | —                    | —             | —             | —             | 1      | 0      |
| 1995-96                   | «Брешія»                  | B                         | 0         | 0         | КІ                 | 0                  | 0                  | —                    | —                    | —                    | —             | —             | —             | 0      | 0      |
| 1996-97                   | «Брешія»                  | B                         | 17        | 2         | КІ                 | 1                  | 0                  | —                    | —                    | —                    | —             | —             | —             | 18     | 2      |
| 1997-98                   | «Брешія»                  | A                         | 29        | 4         | КІ                 | 1                  | 0                  | —                    | —                    | —                    | —             | —             | —             | 30     | 4      |
| 1998-99                   | «Інтернаціонале»          | A                         | 18        | 0         | КІ                 | 5+2                | 0                  | ЛЧ                   | 7                    | 0                    | —             | —             | —             | 32     | 0      |
| 1999-00                   | «Реджина»                 | A                         | 28        | 6         | КІ                 | 2                  | 0                  | —                    | —                    | —                    | —             | —             | —             | 30     | 6      |
| 2000-01                   | «Інтернаціонале»          | A                         | 4         | 0         | КІ                 | 1                  | 0                  | КУЄФА                | 3                    | 0                    | —             | —             | —             | 8      | 0      |
| Усього за «Інтер»         | Усього за «Інтер»         | Усього за «Інтер»         | 22        | 0         |                    | 6+2                | 0                  |                      | 10                   | 0                    |               | —             | —             | 40     | 0      |
| 2001                      | «Брешія»                  | A                         | 10        | 0         | КІ                 | 0                  | 0                  | —                    | —                    | —                    | —             | —             | —             | 10     | 0      |
| Усього за «Брешію»        | Усього за «Брешію»        | Усього за «Брешію»        | 57        | 6         |                    | 2                  | 0                  |                      | —                    | —                    |               | —             | —             | 59     | 6      |
| 2001-02                   | «Мілан»                   | A                         | 18        | 2         | КІ                 | 2                  | 0                  | КУЄФА                | 9                    | 0                    | —             | —             | —             | 29     | 2      |
| 2002-03                   | «Мілан»                   | A                         | 27        | 9         | КІ                 | 2                  | 0                  | ЛЧ                   | 13                   | 0                    | —             | —             | —             | 42     | 9      |
| 2003-04                   | «Мілан»                   | A                         | 32        | 6         | КІ                 | 0                  | 0                  | ЛЧ                   | 9                    | 1                    | СІ+СУ+МКК     | 1+1+1         | 1+0+0         | 44     | 8      |
| 2004-05                   | «Мілан»                   | A                         | 30        | 4         | КІ                 | 1                  | 0                  | ЛЧ                   | 12                   | 1                    | —             | —             | —             | 43     | 5      |
| 2005-06                   | «Мілан»                   | A                         | 33        | 4         | КІ                 | 4                  | 0                  | ЛЧ                   | 12                   | 1                    | —             | —             | —             | 49     | 5      |
| 2006-07                   | «Мілан»                   | A                         | 34        | 2         | КІ                 | 4                  | 0                  | ЛЧ                   | 14                   | 1                    | —             | —             | —             | 52     | 3      |
| 2007-08                   | «Мілан»                   | A                         | 33        | 3         | КІ                 | 1                  | 0                  | ЛЧ                   | 8                    | 2                    | СУ+КЧС        | 1+2           | 0             | 45     | 5      |
| 2008-09                   | «Мілан»                   | A                         | 26        | 1         | КІ                 | 0                  | 0                  | КУЄФА                | 3                    | 1                    | —             | —             | —             | 29     | 2      |
| 2009-10                   | «Мілан»                   | A                         | 34        | 0         | КІ                 | 1                  | 0                  | ЛЧ                   | 8                    | 1                    | —             | —             | —             | 43     | 1      |
| 2010-11                   | «Мілан»                   | A                         | 17        | 1         | КІ                 | 3                  | 0                  | ЛЧ                   | 5                    | 0                    | —             | —             | —             | 25     | 1      |
| Усього за «Мілан»         | Усього за «Мілан»         | Усього за «Мілан»         | 284       | 32        |                    | 18                 | 0                  |                      | 93                   | 8                    |               | 6             | 1             | 401    | 41     |
| 2011–12                   | «Ювентус»                 | A                         | 37        | 3         | КІ                 | 4                  | 0                  | -                    | -                    | -                    | -             | -             | -             | 41     | 3      |
| 2012–13                   | «Ювентус»                 | A                         | 32        | 5         | КІ                 | 2                  | 0                  | ЛЧ                   | 10                   | 0                    | СІ            | 1             | 0             | 45     | 5      |
| 2013–14                   | «Ювентус»                 | A                         | 30        | 4         | КІ                 | 1                  | 0                  | ЛЧ+ЛЄ                | 5+8                  | 0+2                  | СІ            | 1             | 0             | 45     | 6      |
| 2014–15                   | «Ювентус»                 | A                         | 20        | 4         | КІ                 | 2                  | 0                  | ЛЧ                   | 10                   | 1                    | СІ            | 1             | 0             | 33     | 5      |
| Усього за «Ювентус»       | Усього за «Ювентус»       | Усього за «Ювентус»       | 119       | 16        |                    | 9                  | 0                  |                      | 33                   | 3                    |               | 3             | 0             | 164    | 19     |
| 2015                      | «Нью-Йорк Сіті»           | MLS                       | 13        | 0         | КСША               | -                  | -                  | -                    | -                    | -                    | -             | -             | -             | 13     | 0      |
| 2016                      | «Нью-Йорк Сіті»           | MLS                       | 32+1      | 1         | КСША               | 0                  | 0                  | -                    | -                    | -                    | -             | -             | -             | 33     | 1      |
| 2017                      | «Нью-Йорк Сіті»           | MLS                       | 10        | 0         | КСША               | 0                  | 0                  | -                    | -                    | -                    | -             | -             | -             | 10     | 0      |
| Усього за «Нью-Йорк Сіті» | Усього за «Нью-Йорк Сіті» | Усього за «Нью-Йорк Сіті» | 55+1      | 1         |                    | 0                  | 0                  |                      | -                    | -                    |               | -             | -             | 56     | 1      |
| Усього за кар'єру         | Усього за кар'єру         | Усього за кар'єру         | 565+1     | 61        |                    | 39                 | 0                  |                      | 136                  | 11                   |               | 9             | 1             | 750    | 73     |

### Статистика виступів за збірну
| Дата       | Місто                       | Господарі         | Результат               | Гості                | Турнір                | Голи | Примітки       |
| ---------- | --------------------------- | ----------------- | ----------------------- | -------------------- | --------------------- | ---- | -------------- |
| 07/09/2002 | Баку                        | Азербайджан       | 0 – 2                   | Італія               | Відбір до ЧЄ 2004     | -    |                |
| 12/10/2002 | Неаполь                     | Італія            | 1 – 1                   | Сербія та Чорногорія | Відбір до ЧЄ 2004     | -    |                |
| 16/10/2002 | Кардіфф                     | Уельс             | 2 – 1                   | Італія               | Відбір до ЧЄ 2004     | -    |                |
| 20/11/2002 | Пескара                     | Італія            | 1 – 1                   | Туреччина            | товариський матч      | -    |                |
| 16/11/2003 | Анкона                      | Італія            | 1 – 0                   | Румунія              | товариський матч      | -    |                |
| 18/02/2004 | Палермо                     | Італія            | 2 – 2                   | Чехія                | товариський матч      | -    |                |
| 31/03/2004 | Брага                       | Португалія        | 1 – 2                   | Італія               | товариський матч      | -    |                |
| 28/04/2004 | Генуя                       | Італія            | 1 – 1                   | Іспанія              | товариський матч      | -    |                |
| 30/05/2004 | Туніс                       | Туніс             | 0 – 4                   | Італія               | товариський матч      | 1    |                |
| 18/06/2004 | Порту                       | Італія            | 1 – 1                   | Швеція               | ЧЄ 2004 - 1-й етап    | -    |                |
| 22/06/2004 | Гімарайш                    | Італія            | 2 – 1                   | Болгарія             | ЧЄ 2004 - 1-й етап    | -    |                |
| 08/09/2004 | Кишинів                     | Молдова           | 0 – 1                   | Італія               | Відбір до ЧС 2006     | -    |                |
| 09/02/2005 | Кальярі                     | Італія            | 2 – 0                   | Росія                | товариський матч      | -    |                |
| 26/03/2005 | Мілан                       | Італія            | 2 – 0                   | Шотландія            | Відбір до ЧС 2006     | 2    |                |
| 04/06/2005 | Осло                        | Норвегія          | 0 – 0                   | Італія               | Відбір до ЧС 2006     | -    |                |
| 17/08/2005 | Дублін                      | Ірландія          | 1 – 2                   | Італія               | товариський матч      | 1    |                |
| 03/09/2005 | Глазго                      | Шотландія         | 1 – 1                   | Італія               | Відбір до ЧС 2006     | -    |                |
| 07/09/2005 | Мінськ                      | Білорусь          | 1 – 4                   | Італія               | Відбір до ЧС 2006     | -    |                |
| 08/10/2005 | Палермо                     | Італія            | 1 – 0                   | Словенія             | Відбір до ЧС 2006     | -    |                |
| 12/11/2005 | Амстердам                   | Нідерланди        | 1 – 3                   | Італія               | товариський матч      | -    |                |
| 16/11/2005 | Женева                      | Італія            | 1 – 1                   | Кот-д'Івуар          | товариський матч      | -    |                |
| 01/03/2006 | Флоренція                   | Італія            | 4 – 1                   | Німеччина            | товариський матч      | -    |                |
| 31/05/2006 | Женева                      | Швейцарія         | 1 – 1                   | Італія               | товариський матч      | -    |                |
| 02/06/2006 | Лозанна                     | Італія            | 0 – 0                   | Україна              | товариський матч      | -    |                |
| 12/06/2006 | Ганновер                    | Італія            | 2 – 0                   | Гана                 | ЧС 2006 - 1-й етап    | 1    |                |
| 17/06/2006 | Кайзерслаутерн              | Італія            | 1 – 1                   | США                  | ЧС 2006 - 1-й етап    | -    |                |
| 22/06/2006 | Гамбург                     | Чехія             | 0 – 2                   | Італія               | ЧС 2006 - 1-й етап    | -    |                |
| 26/06/2006 | Кайзерслаутерн              | Італія            | 1 – 0                   | Австралія            | ЧС 2006 - 1/8 фіналу  | -    |                |
| 30/06/2006 | Гамбург                     | Італія            | 3 – 0                   | Україна              | ЧС 2006 - чвертьфінал | -    |                |
| 04/07/2006 | Дортмунд                    | Німеччина         | 0 – 2 д.ч.              | Італія               | ЧС 2006 - півфінал    | -    |                |
| 09/07/2006 | Берлін                      | Італія            | 1 – 1 д.ч. (5-3 п.п.)   | Франція              | ЧС 2006 - Фінал       | -    | Чемпіони світу |
| 02/09/2006 | Неаполь                     | Італія            | 1 – 1                   | Литва                | Відбір до ЧЄ 2008     | -    |                |
| 06/09/2006 | Париж                       | Франція           | 3 – 1                   | Італія               | Відбір до ЧЄ 2008     | -    |                |
| 07/10/2006 | Рим                         | Італія            | 2 – 0                   | Україна              | Відбір до ЧЄ 2008     | -    |                |
| 11/10/2006 | Тбілісі                     | Грузія            | 1 – 3                   | Італія               | Відбір до ЧЄ 2008     | -    |                |
| 28/03/2007 | Барі                        | Італія            | 2 – 0                   | Шотландія            | Відбір до ЧЄ 2008     | -    |                |
| 02/06/2007 | Торсгавн                    | Фарерські острови | 1 – 2                   | Італія               | Відбір до ЧЄ 2008     | -    |                |
| 06/06/2007 | Каунас                      | Литва             | 0 – 2                   | Італія               | Відбір до ЧЄ 2008     | -    |                |
| 22/08/2007 | Будапешт                    | Угорщина          | 3 – 1                   | Італія               | товариський матч      | -    |                |
| 08/09/2007 | Мілан                       | Італія            | 0 – 0                   | Франція              | Відбір до ЧЄ 2008     | -    |                |
| 12/09/2007 | Київ                        | Україна           | 1 – 2                   | Італія               | Відбір до ЧЄ 2008     | -    |                |
| 13/10/2007 | Генуя                       | Італія            | 2 – 0                   | Грузія               | Відбір до ЧЄ 2008     | 1    |                |
| 17/11/2007 | Глазго                      | Шотландія         | 1 – 2                   | Італія               | Відбір до ЧЄ 2008     | -    |                |
| 06/02/2008 | Цюрих                       | Італія            | 3 – 1                   | Португалія           | товариський матч      | -    |                |
| 26/03/2008 | Ельче                       | Іспанія           | 1 – 0                   | Італія               | товариський матч      | -    |                |
| 30/05/2008 | Флоренція                   | Італія            | 3 – 1                   | Бельгія              | товариський матч      | -    |                |
| 09/06/2008 | Берн                        | Нідерланди        | 3 – 0                   | Італія               | ЧЄ 2008 - 1-й етап    | -    |                |
| 13/06/2008 | Цюрих                       | Італія            | 1 – 1                   | Румунія              | ЧЄ 2008 - 1-й етап    | -    |                |
| 17/06/2008 | Цюрих                       | Франція           | 0 – 2                   | Італія               | ЧЄ 2008 - 1-й етап    | 1    |                |
| 20/08/2008 | Ніцца                       | Італія            | 2 – 2                   | Австрія              | товариський матч      | -    |                |
| 06/09/2008 | Ларнака                     | Кіпр              | 1 – 2                   | Італія               | Відбір до ЧС 2010     | -    |                |
| 10/09/2008 | Удіне                       | Італія            | 2 – 0                   | Грузія               | Відбір до ЧС 2010     | -    |                |
| 10/02/2009 | Лондон                      | Бразилія          | 2 – 0                   | Італія               | товариський матч      | -    |                |
| 28/03/2009 | Подгориця                   | Чорногорія        | 0 – 2                   | Італія               | Відбір до ЧС 2010     | 1    |                |
| 01/04/2009 | Барі                        | Італія            | 1 – 1                   | Ірландія             | Відбір до ЧС 2010     | -    |                |
| 10/06/2009 | Преторія                    | Італія            | 4 – 3                   | Нова Зеландія        | товариський матч      | -    |                |
| 15/06/2009 | Преторія                    | США               | 1 – 3                   | Італія               | Кубок Конфедерацій    | -    |                |
| 18/06/2009 | Йоганнесбург                | Єгипет            | 1 – 0                   | Італія               | Кубок Конфедерацій    | -    |                |
| 21/06/2009 | Преторія                    | Італія            | 0 – 3                   | Бразилія             | Кубок Конфедерацій    | -    |                |
| 12/08/2009 | Базель                      | Швейцарія         | 0 – 0                   | Італія               | товариський матч      | -    |                |
| 05/09/2009 | Тбілісі                     | Грузія            | 0 – 2                   | Італія               | Відбір до ЧС 2010     | -    |                |
| 09/09/2009 | Турин                       | Італія            | 2 – 0                   | Болгарія             | Відбір до ЧС 2010     | -    |                |
| 10/10/2009 | Дублін                      | Ірландія          | 2 – 2                   | Італія               | Відбір до ЧС 2010     | -    |                |
| 14/11/2009 | Пескара                     | Італія            | 0 – 0                   | Нідерланди           | товариський матч      | -    |                |
| 03/03/2010 | Монако                      | Італія            | 0 – 0                   | Камерун              | товариський матч      | -    |                |
| 03/06/2010 | Брюссель                    | Італія            | 1 – 2                   | Мексика              | товариський матч      | -    |                |
| 24/06/2010 | Йоганнесбург                | Словаччина        | 3 – 2                   | Італія               | ЧС 2010 - 1-й етап    | -    |                |
| 03/09/2010 | Таллінн                     | Естонія           | 1 – 2                   | Італія               | Відбір до ЧЄ 2012     | -    | кап.           |
| 07/09/2010 | Флоренція                   | Італія            | 5 – 0                   | Фарерські острови    | Відбір до ЧЄ 2012     | 1    | кап.           |
| 08/10/2010 | Белфаст                     | Північна Ірландія | 0 – 0                   | Італія               | Відбір до ЧЄ 2012     | -    | кап.           |
| 12/10/2010 | Генуя                       | Італія            | 3 – 0                   | Сербія               | Відбір до ЧЄ 2012     | -    |                |
| 17/11/2010 | Клагенфурт                  | Румунія           | 1 – 1                   | Італія               | товариський матч      | -    |                |
| 03/06/2011 | Модена                      | Італія            | 3 – 0                   | Естонія              | Відбір до ЧЄ 2012     | -    |                |
| 07/06/2011 | Льєж                        | Італія            | 0 – 2                   | Ірландія             | товариський матч      | -    | кап.           |
| 10/08/2011 | Барі                        | Італія            | 2 – 1                   | Іспанія              | товариський матч      | -    |                |
| 02/09/2011 | Торсгавн                    | Фарерські острови | 0 – 1                   | Італія               | Відбір до ЧЄ 2012     | -    |                |
| 06/09/2011 | Флоренція                   | Італія            | 1 – 0                   | Словенія             | Відбір до ЧЄ 2012     | -    |                |
| 07/10/2011 | Белград                     | Сербія            | 1 – 1                   | Італія               | Відбір до ЧЄ 2012     | -    |                |
| 11/10/2011 | Пескара                     | Італія            | 3 – 0                   | Північна Ірландія    | Відбір до ЧЄ 2012     | -    |                |
| 11-11-2011 | Вроцлав                     | Польща            | 0 – 2                   | Італія               | товариський матч      | -    | 46'            |
| 15-11-2011 | Рим                         | Італія            | 0 – 1                   | Уругвай              | товариський матч      | -    |                |
| 29-2-2012  | Генуя                       | Італія            | 0 – 1                   | США                  | товариський матч      | -    |                |
| 1-6-2012   | Цюрих                       | Італія            | 0 – 3                   | Росія                | товариський матч      | -    | 68'            |
| 10-6-2012  | Гданськ                     | Іспанія           | 1 – 1                   | Італія               | ЧЄ 2012 - 1-й етап    | -    |                |
| 14-6-2012  | Познань                     | Італія            | 1 – 1                   | Хорватія             | ЧЄ 2012 - 1-й етап    | 1    |                |
| 18-6-2012  | Познань                     | Італія            | 2 – 0                   | Ірландія             | ЧЄ 2012 - 1-й етап    | -    |                |
| 24-6-2012  | Київ                        | Італія            | 0 – 0 д.ч. (4 - 2 п.п.) | Англія               | ЧЄ 2012 - чвертьфінал | -    |                |
| 28-6-2012  | Варшава                     | Німеччина         | 1 – 2                   | Італія               | ЧЄ 2012 - півфінал    | -    |                |
| 1-7-2012   | Київ                        | Іспанія           | 4 – 0                   | Італія               | ЧЄ 2012 - Фінал       | -    | 2-ге місце     |
| 7-9-2012   | Софія (місто)               | Болгарія          | 2 – 2                   | Італія               | Відбір до ЧС 2014     | -    |                |
| 11-9-2012  | Модена                      | Італія            | 2 – 0                   | Мальта               | Відбір до ЧС 2014     | -    |                |
| 12-10-2012 | Єреван                      | Вірменія          | 1 – 3                   | Італія               | Відбір до ЧС 2014     | 1    | 74'            |
| 16-10-2012 | Мілан                       | Італія            | 3 – 1                   | Данія                | Відбір до ЧС 2014     | -    | кап.           |
| 14-11-2012 | Парма                       | Італія            | 1 – 2                   | Франція              | товариський матч      | -    | 51'            |
| 6-2-2013   | Амстердам                   | Нідерланди        | 1 – 1                   | Італія               | товариський матч      | -    | 46'            |
| 21-3-2013  | Женева                      | Італія            | 2 – 2                   | Бразилія             | товариський матч      | -    | 46'            |
| 26-3-2013  | Та-Калі                     | Мальта            | 0 – 2                   | Італія               | Відбір до ЧС 2014     | -    |                |
| 31-5-2013  | Болонья                     | Італія            | 4 – 0                   | Сан-Марино           | товариський матч      | 1    |                |
| 7-6-2013   | Прага                       | Чехія             | 0 – 0                   | Італія               | Відбір до ЧС 2014     | -    | 77'            |
| 16-6-2013  | Ріо-де-Жанейро              | Мексика           | 1 – 2                   | Італія               | Кубок Конфедерацій    | 1    | 100-та гра     |
| 19-6-2013  | Ресіфі                      | Італія            | 4 – 3                   | Японія               | Кубок Конфедерацій    | -    |                |
| 27-6-2013  | Форталеза                   | Іспанія           | 0 – 0 д.ч. (7 - 6 п.п.) | Італія               | Кубок Конфедерацій    | -    |                |
| 6-9-2013   | Палермо                     | Італія            | 1 – 0                   | Болгарія             | Відбір до ЧС 2014     | -    |                |
| 10-9-2013  | Турин                       | Італія            | 2 – 1                   | Чехія                | Відбір до ЧС 2014     | -    |                |
| 15-10-2013 | Неаполь                     | Італія            | 2 – 2                   | Вірменія             | Відбір до ЧС 2014     | -    | кап.           |
| 15-11-2013 | Мілан                       | Італія            | 1 – 1                   | Німеччина            | товариський матч      | -    | 82'            |
| 18-11-2013 | Лондон                      | Італія            | 2 – 2                   | Нігерія              | товариський матч      | -    | 53'            |
| 5-3-2014   | Мадрид                      | Іспанія           | 1 – 0                   | Італія               | товариський матч      | -    | 46'            |
| 4-6-2014   | Перуджа                     | Італія            | 1 – 1                   | Люксембург           | товариський матч      | -    | 72'            |
| 14-6-2014  | Манаус                      | Англія            | 1 – 2                   | Італія               | ЧС 2014 - 1-й етап    | -    | кап.           |
| 20-6-2014  | Ресіфі                      | Італія            | 0 – 1                   | Коста-Рика           | ЧС 2014 - 1-й етап    | -    |                |
| 24-6-2014  | Натал (Ріу-Гранді-ду-Норті) | Італія            | 0 – 1                   | Уругвай              | ЧС 2014 - 1-й етап    | -    |                |
| 10-10-2014 | Палермо                     | Італія            | 2 – 1                   | Азербайджан          | Відбір до ЧЄ 2016     | -    | 33' 73'        |
| 12-6-2015  | Сплит                       | Хорватія          | 1 – 1                   | Італія               | Відбір до ЧЄ 2016     | -    |                |
| 16-6-2015  | Женева                      | Італія            | 0 – 1                   | Португалія           | товариський матч      | -    | кап.           |
| 3-9-2015   | Флоренція                   | Італія            | 1 – 0                   | Мальта               | Відбір до ЧЄ 2016     | -    |                |
| Усього     |                             | Матчів (4 місце)  | 116                     |                      | Голів (23 місце)      | 13   |                |

| Дата       | Місто                     | Господарі        | Результат  | Гості      | Турнір                             | Голи | Примітки |
| ---------- | ------------------------- | ---------------- | ---------- | ---------- | ---------------------------------- | ---- | -------- |
| 25-3-1998  | Мальта                    | Мальта           | 0 – 1      | Італія     | Товариський матч                   | -    |          |
| 22-4-1998  | Модена                    | Італія           | 2 – 1      | Уельс      | Товариський матч                   | -    |          |
| 23-5-1998  | Кастель-ді-Сангро         | Італія           | 4 – 0      | Шотландія  | Товариський матч                   | -    |          |
| 4-9-1998   | Рексем                    | Уельс            | 1 – 2      | Італія     | Кваліфікація молодіжного Євро-2000 | -    |          |
| 9-10-1998  | Кремона                   | Італія           | 1 – 0      | Швейцарія  | Кваліфікація молодіжного Євро-2000 | 1    |          |
| 17-11-1998 | Беневенто                 | Італія           | 0 – 0      | Іспанія    | Товариський матч                   | -    | 71'      |
| 9-2-1999   | Сієна                     | Італія           | 1 – 1      | Туреччина  | Товариський матч                   | 1    |          |
| 26-3-1999  | Оденсе                    | Данія            | 1 – 2      | Італія     | Кваліфікація молодіжного Євро-2000 | 1    |          |
| 31-3-1999  | Джуліанова                | Італія           | 4 – 1      | Білорусь   | Кваліфікація молодіжного Євро-2000 | 2    |          |
| 28-4-1999  | Загреб                    | Хорватія         | 1 – 0      | Італія     | Товариський матч                   | -    |          |
| 4-6-1999   | Феррара                   | Італія           | 6 – 2      | Уельс      | Кваліфікація молодіжного Євро-2000 | 1    |          |
| 10-6-1999  | Женева                    | Швейцарія        | 0 – 0      | Італія     | Кваліфікація молодіжного Євро-2000 | -    |          |
| 8-9-1999   | Кава-де'-Тіррені          | Італія           | 3 – 1      | Данія      | Кваліфікація молодіжного Євро-2000 | -    |          |
| 8-10-1999  | Борисов (місто)           | Білорусь         | 1 – 2      | Італія     | Кваліфікація молодіжного Євро-2000 | -    |          |
| 17-11-1999 | Таранто                   | Італія           | 2 – 1 д.ч. | Франція    | Кваліфікація молодіжного Євро-2000 | 1    |          |
| 23-2-2000  | Трапані                   | Італія           | 2 – 0      | Швеція     | Товариський матч                   | -    |          |
| 28-3-2000  | Тарраса                   | Іспанія          | 3 – 0      | Італія     | Товариський матч                   | -    |          |
| 25-4-2000  | Рієті                     | Італія           | 2 – 0      | Чехія      | Товариський матч                   | -    | 81'      |
| 27-5-2000  | Братислава                | Англія           | 0 – 2      | Італія     | Молодіжне Євро-2000 - 1-й етап     | 1    | 81'      |
| 29-5-2000  | Братислава                | Словаччина       | 1 – 1      | Італія     | Молодіжне Євро-2000 - 1-й етап     | -    | 6', 54'  |
| 4-6-2000   | Братислава                | Чехія            | 0 – 2      | Італія     | Молодіжне Євро-2000 - Фінал        | 2    |          |
| 2-9-2000   | Будапешт                  | Угорщина         | 0 – 3      | Італія     | Кваліфікація молодіжного Євро-2002 | -    | кап.     |
| 17-1-2001  | Сан-Бенедетто-дель-Тронто | Італія           | 5 – 0      | Словенія   | Товариський матч                   | 1    | кап.     |
| 27-2-2001  | Ліворно                   | Італія           | 4 – 1      | Австрія    | Товариський матч                   | 1    | кап.     |
| 23-3-2001  | Бухарест                  | Румунія          | 0 – 2      | Італія     | Кваліфікація молодіжного Євро-2002 | 1    | кап. 80' |
| 27-3-2001  | Тревізо                   | Італія           | 1 – 0      | Литва      | Кваліфікація молодіжного Євро-2002 | -    | кап.     |
| 15-8-2001  | Ріміні                    | Італія           | 1 – 1      | Югославія  | Товариський матч                   | -    | кап. 46' |
| 31-8-2001  | Шяуляй                    | Литва            | 0 – 3      | Італія     | Кваліфікація молодіжного Євро-2002 | -    | кап.     |
| 10-11-2001 | Варшава                   | Польща           | 2 – 5      | Італія     | Кваліфікація молодіжного Євро-2002 | -    | кап.     |
| 14-11-2001 | Реджо-Калабрія            | Італія           | 0 – 0      | Польща     | Кваліфікація молодіжного Євро-2002 | -    | кап.     |
| 12-2-2002  | Мессіна                   | Італія           | 2 – 0      | США        | Товариський матч                   | -    | кап.     |
| 26-3-2002  | Бредфорд                  | Англія           | 1 – 1      | Італія     | Товариський матч                   | -    | кап.     |
| 16-4-2002  | Комо                      | Італія           | 2 – 3      | Франція    | Товариський матч                   | 1    | кап.     |
| 17-5-2002  | Базель                    | Італія           | 1 – 1      | Португалія | Молодіжне Євро-2002 - 1-й етап     | -    | кап.     |
| 20-5-2002  | Базель                    | Італія           | 2 – 1      | Англія     | Молодіжне Євро-2002 - 1-й етап     | -    | кап.     |
| 22-5-2002  | Базель                    | Швейцарія        | 0 – 0      | Італія     | Молодіжне Євро-2002 - 1-й етап     | -    | кап. 4'  |
| 25-5-2002  | Цюрих                     | Чехія            | 3 – 2      | Італія     | Молодіжне Євро-2002 - півфінал     | 1    | кап.     |
| Усього     |                           | Матчів (1 місце) | 37         |            | Голів (1 місце)                    | 15   |          |

## Титули та досягнення
Гравець
- Переможець Серії B (1):

«Брешія»: 1996–97
- Володар Кубка Італії (2):

«Мілан»: 2002-03
«Ювентус»: 2014-15
- Чемпіон Італії (6):

«Мілан»: 2003-04, 2010-11
«Ювентус»: 2011–12, 2012–13, 2013–14, 2014–15
- Володар Суперкубка Італії з футболу (3):

«Мілан»: 2004
«Ювентус»: 2012, 2013
- Переможець Ліги чемпіонів УЄФА (2):

«Мілан»: 2002-03, 2006-07
- Володар Суперкубка УЄФА (2):

«Мілан»: 2003, 2007
- Клубний чемпіон світу (1):

«Мілан»: 2007
- Чемпіон світу (1):

 Італія: 2006
- Чемпіон Європи (U-21): 2000
- Бронзовий олімпійський призер: 2004
- Віце-чемпіон Європи: 2012

Тренер
- Володар Суперкубка Італії (1):

«Ювентус»: 2020
- Володар Кубка Італії (1):

«Ювентус»: 2020-21